# Juan de la Caridad García Rodríguez
Mons. Juan de la Caridad García Rodríguez (* 11. července 1948, Camagüey) je kubánský římskokatolický kněz a metropolitní arcibiskup arcidiecéze Havana.
Dne 1. září 2019 oznámil papež František jeho jmenování kardinálem.

## Život
Narodil se 11. července 1948 v Camagüey.
Studoval v Semináři sv. Basila Velikého v El Cobre a poté v Semináři sv. Karla a Ambrože (dnes Kulturní centrum otce Felixe Varely) v Havaně. Dne 25. ledna 1972 byl vysvěcen na kněze. Poté působil v různých farnostech arcidiecéze Havana.
Dne 15. března 1997 jej papež Jan Pavel II. jmenoval pomocným biskupem diecéze Camagüey a titulárním biskupem z Gummi in Proconsulari. Biskupské svěcení přijal 7. června 1997 z rukou biskupa Adolfa Rodrígueze Herrery a spolusvětiteli byli biskup Mario Eusebio Mestril Vega a biskup Emilio Aranguren Echeverria.
Dne 10. června 2002 jej papež Jan Pavel II. ustanovil metropolitním arcibiskupem Camagüey.
V letech 2007–2009 působil jako předseda Kubánské biskupské konference.
Dne 26. dubna 2016 jej papež František jmenoval metropolitním arcibiskupem Havany. Do úřadu byl uveden 22. května stejného roku.
Dne 5. října 2019 jej papež František kreoval kardinálem. 